# Haywood Oaks
Haywood Oaks – osada w Anglii, w hrabstwie Nottinghamshire, w dystrykcie Newark and Sherwood, w civil parish Blidworth. Leży 18,8 km od miasta Newark-on-Trent, 15,9 km od miasta Nottingham i 188,4 km od Londynu. W 1961 roku civil parish liczyła 756 mieszkańców.